# Bartošovice v Orlických horách
Bartošovice v Orlických horách è un comune della Repubblica Ceca facente parte del distretto di Rychnov nad Kněžnou, nella regione di Hradec Králové.